# Сумська вулиця (Київ)
Су́мська́ ву́лиця — вулиця в Голосіївському та Солом'янському районах міста Києва, місцевості Голосіїв, Совки. Пролягає від Васильківської вулиці до кінця забудови (урвище).
Прилучаються вулиці Козацька, Академіка Книшова, Гвардійська, Холодноярська, Федьковича (двічі), Каменярів, Яблунева, Заповітна і Сигнальна.

## Історія
Вулиця виникла в 1-й половині XX століття (ймовірно, не пізніше середини 1930-х років), початкова частина мала назву Сергіївська. Заключна частина — складалася з двох вулиць — 162-ї Нової і 769-ї Нової. Сучасна назва — з 1944 року, на честь міста Суми.